# Göran Ingebrand
Göran Ingebrand, född 2 december 1950, är en svensk jurist som var lagman i Östersunds tingsrätt från 2007 till 2017.
Ingebrand utsågs till lagman i Östersunds tingsrätt 18 januari 2007 efter att före dess varit rådman där från 1980.
Göran Ingebrand är son till biskop Sven Ingebrand.